# Bilyzke
Bilyzke (ukrainisch Білицьке; russisch Белицкое Belizkoje) ist eine Stadt in der ukrainischen Oblast Donezk mit etwa 7000 Einwohnern (2025).

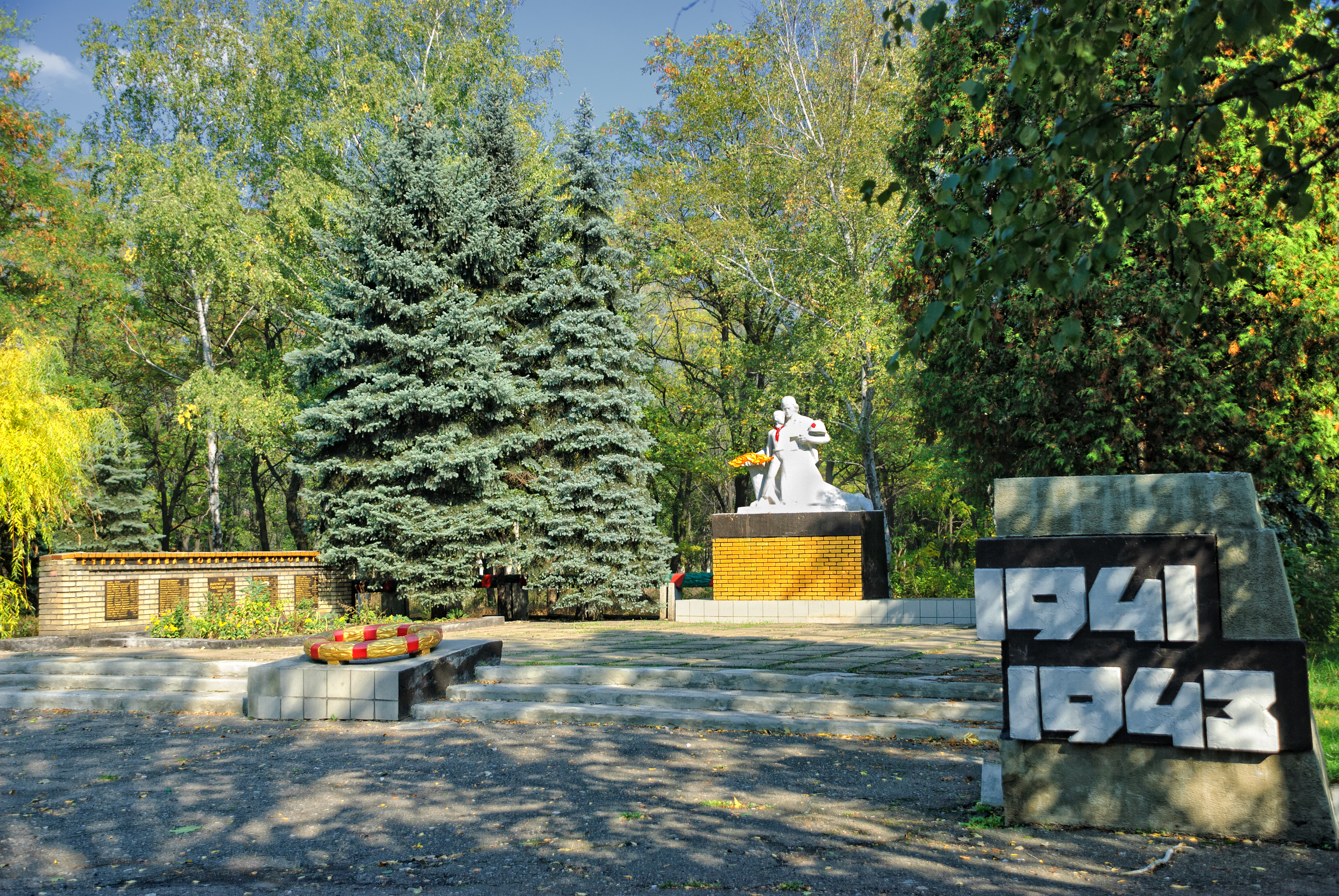
Denkmal des Großen Vaterländischen Krieges in Bilyzke

Bilyzke wurde 1909 gegründet und erhielt 1966 den Stadtstatus. Die Stadt liegt im westlichen Donbas an der Territorialstraße T–05–15, die Stadt Dobropillja befindet sich 14 km nordwestlich.
Am 12. Juni 2020 wurde die Stadt ein Teil der neugegründeten Stadtgemeinde Dobropillja, bis dahin bildete sie zusammen mit der Siedlung städtischen Typs Wodjane die gleichnamige Stadtratsgemeinde Bilyzke (Білицька міська рада/Bilyzka miska rada) welche wiederum ein Teil der Stadtratsgemeinde Dobropillja war die dann direkt der Oblastverwaltung unterstand und im Süden des ihn umschließenden Rajons Dobropillja lag.
Seit dem 17. Juli 2020 ist sie ein Teil des Rajons Pokrowsk.